# Paphiopedilum stonei
Paphiopedilum stonei là một loài lan, đặc hữu của Borneo (Sarawak).